# 에듀롬
에듀롬(Eduroam, Education Roaming)은 고등교육의 연구와 교육을 위한 글로벌 와이파이 로밍 서비스이다. 사용자는 하나의 아이디로 전세계 연구교육기관의 Wi-Fi를 무료로 이용한다. 에듀롬을 통해, 연구자와 학생이 국내외 연구교육시설(연구소, 대학캠퍼스, 학회장 등)에서 하나의 아이디로 Wi-Fi 서비스를 손쉽게 이용하여 연구와 교육의 경계를 허물고 있다.

## 기술

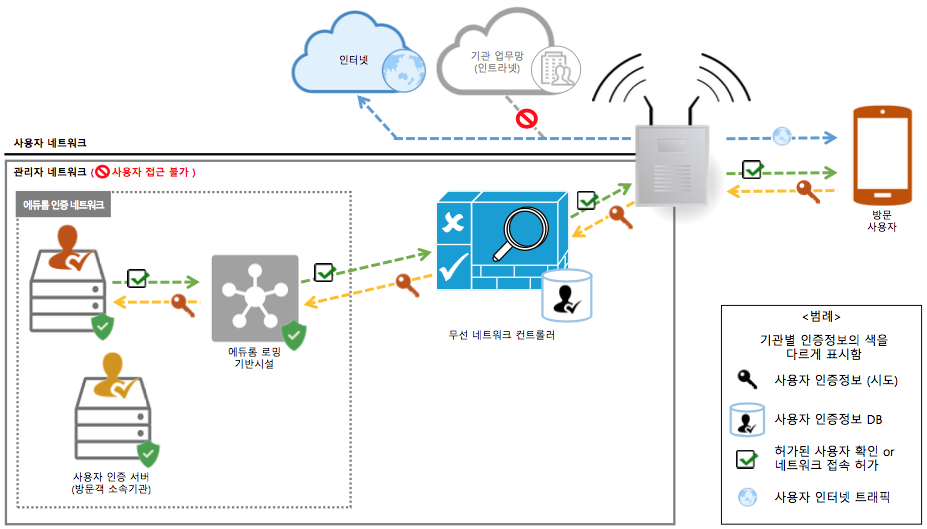
에듀롬 사용자 인증 및 인터넷 이용 과정

에듀롬은 '사용자 인증'과 '네트워크 사용허가'를 위해 보안이 적용된 연합인증 네트워크를 운영한다.
사용자가 방문기관의 네트워크에 접속을 시도하면, 방문기관의 무선네트워크 컨트롤러는 연합인증 네트워크를 통해 사용자의 소속기관에 신원을 확인한다.
사용자의 신원확인이 끝나면, 사용자는 방문기관의 ISP를 통해 인터넷을 사용한다.
국가과학기술연구망(KREONET)은 '에듀롬 사용자 인증정보'의 안전한 라우팅을 위해 국내외 다수 기관과 협력한다.

## 운영 현황
에듀롬은 2002년 이래로, 연구교육기관의 Wi-Fi를 공동으로 사용하기 위해 전세계 연구망이 협력하여 글로벌 무선인터넷 사용자 인증 로밍체계이다. 2018년 8월을 기준으로 90개 국가, 4901개 기관이 참여하고 있다.
대한민국에서는 국가과학기술연구망(KREONET)은 2012년 대한민국을 대표하여 글로벌 에듀롬에 가입하여 대한민국 내 에듀롬KR 서비스를 시작하였다. 현재 50여개 연구교육기관이 참여하고 있다.
에듀롬KR은 참여기관의 연구·교육 진흥을 위한 자발적인 기여를 통해 운영된다. 참여기관은 Wi-Fi 네트워크와 기관 고유의 학술정보 서비스를 제공한다. 방문연구원, 교환학생 등 에듀롬 사용자가에게 경계없는 연구·교육 환경을 제공하는 실질적인 도움을 주고 있다.

## 같이 보기
- FON